# Haarschwanzfledermäuse
Die Haarschwanzfledermäuse oder Roten Fledermäuse (Lasiurus) sind eine Gattung aus der Familie der Glattnasen (Vespertilionidae), deren Vertreter in Nord- und Südamerika beheimatet sind.
Der Gattungsname Lasiurus ist griechisch und bedeutet „behaarter Schwanz“.

## Beschreibung
Die Haarschwanzfledermäuse haben eine Kopf-Schwanz-Länge von 50–90 mm und einer Unterarmlänge von 37–58 mm. Ausgewachsene Tiere wiegen 6–30 g, wobei die Weibchen jeweils etwas größer sind als die Männchen. Das Fell von Roten Fledermäusen ist meist rötlich in der Grundfärbung. Die Spitzen der Haare sind dabei überwiegend weiß und das Fell auffallend lang und dicht.

## Lebensweise
Die Haarschwanzfledermäuse sind wie die meisten Fledermäuse nachtaktiv und ernähren sich von Insekten. Von einigen Arten ist bekannt, dass sie im Herbst und Frühling migrieren. Dabei ziehen die Populationen von Kanada und dem Norden der Vereinigten Staaten in südlichere Regionen Nordamerikas. Je nach Region halten die Tiere Winterschlaf. Während der Migration bilden die sonst einzelgängerischen Roten Fledermäuse oft große Gruppen, wobei sich die Weibchen auch im Sommer in sogenannten Kinderstuben in kleinen Gruppen von bis zu 50 Tieren versammeln können. In gemäßigten Regionen paaren sich die Tiere im Herbst. Die Weibchen lagern die Spermien durch den Winter hindurch in ihren Geschlechtsorganen. Der Eisprung findet im April und Mai statt, wonach die Eizelle mit den gelagerten Spermien befruchtet wird. Im Mai bis Juli bringen die Weibchen jeweils 1–5 blinde, nackte Jungtiere zur Welt. Die Vertreter der Gattung der Roten Fledermäuse gehören zu den einzigen Fledermäusen, die in der Regel mehr als 2 Jungtiere pro Wurf gebären.

## Arten und Verbreitung
Von der IUCN sowie in Mammal Species of the World werden zurzeit 16 Arten anerkannt: Im März 2020 kam eine weitere Art dazu.
- Lasiurus arequipae – südliches Peru[3]
- Große Rotfledermaus oder Handleys Rote Fledermaus (Lasiurus atratus) – Venezuela bis Französisch-Guayana
- Westliche Rotfledermaus (Lasiurus blossevillii) – Süden Kanadas bis Zentral-Argentinien und Galapagos
- Rote Fledermaus oder Östliche Rotfledermaus (Lasiurus borealis) – Vereinigte Staaten östlich der Rocky Mountains bis Norden Mexikos
- Panama-Rotfledermaus (Lasiurus castaneus) – Panama und Kolumbien
- Eisgraue Fledermaus oder Weißgraue Fledermaus (Lasiurus cinereus) – Kanada bis Argentinien
- Jamaika-Rotfledermaus (Lasiurus degelidus) – Jamaika
- Brasilianische Haarschwanzfledermaus (Lasiurus ebenus) – Nur durch ein einziges Individuum bekannt, São Paulo (Brasilien)
- Südliche Gelbfledermaus (Lasiurus ega) – Mexiko bis Zentral-Argentinien
- Brasilianische Rotfledermaus (Lasiurus egregius) – Beschrieben in Panama und Süden Brasiliens, wahrscheinlich auch vorkommend in Kolumbien
- Kubanische Gelbfledermaus (Lasiurus insularis) – Kuba
- Nördliche Gelbfledermaus (Lasiurus intermedius) – Südosten der Vereinigten Staaten bis Honduras, Einzelnachweis in Costa Rica
- Kleine Rotfledermaus (Lasiurus minor) – Haiti, Dominikanische Republik und Puerto Rico
- Pfeiffer-Rotfledermaus (Lasiurus pfeifferi) – Kuba
- Südstaaten-Rotfledermaus (Lasiurus seminolus) – Südosten der Vereinigten Staaten
- Zimtrote Fledermaus (Lasiurus varius) – Süden Chiles und Argentiniens
- Westliche Gelbfledermaus (Lasiurus xanthinus) – Süden der Vereinigten Staaten bis Mexiko